# Il guaio con Stephanie
Il guaio con Stephanie (titolo originale The Trouble With Stephanie) è un romanzo poliziesco del 1988 dello scrittore statunitense-canadese Joseph Louis (pseudonimo di Joseph Mark Glazner).

## Trama
Un incendio avvolge le colline intorno Los Angeles e danneggia la  Casa Final, la villa di Evan Paris, scrittore di gialli ed ex investigatore privato, costretto a trasferirsi in una barca ormeggiata in una tranquilla baia. Qualche tempo dopo, mentre cominciano i lavori di ristrutturazione alla  Casa Final, Paris riceve la visita di Diana Sayers, una donna alla quale era stato legato da una relazione sentimentale oltre vent'anni prima. Diana racconta all'amico di essere preoccupata per Stephanie, la figlia del fratello John, morto in Vietnam negli anni 60. La ragazza è scomparsa da alcuni giorni, inoltre Diana confessa ad Evan che è rimasta sconvolta dall'incontro con un uomo che lei ha riconosciuto come John, il fratello morto. 
Deciso ad aiutare Diana, Evan Paris inizia le indagini che lo portano a confrontarsi con il passato del suo amico John, incontrando gli ex commilitoni, ciascuno dei quali racconta una storia leggermente diversa di ciò che accadde a Saigon a John durante la guerra. Il punto chiave sembra essere il rapporto che l'amico aveva con il generale vietnamita Kim, ucciso misteriosamente nella sua casa alcuni giorni prima che John Sayers morisse assieme ad altri due commilitoni.

## Edizioni
- Joseph Louis, Il guaio con Stephanie, traduzione di Diana Fonticoli, collana Il Giallo Mondadori, n. 2079, Mondadori, 1988,  p. 175.